# Myrmosicarius gracilipes
Myrmosicarius gracilipes är en tvåvingeart som beskrevs av Borgmeier 1928. Myrmosicarius gracilipes ingår i släktet Myrmosicarius och familjen puckelflugor. Inga underarter finns listade i Catalogue of Life.